# Livre syrienne
Pour les articles homonymes, voir Livre.
La livre syrienne (en arabe : الليرة السورية, al-līra as-sūriyya ; symbole monétaire : £S ou LS ; code : SYP) est la monnaie officielle de la Syrie.
Il existe des billets de 50, 100, 200, 500, 1000, 2000 et de 5000 livres. La livre est subdivisée en 100 piastres (en arabe : قرش / qirš, au pluriel : قروش / qurūš). Il existe aussi des pièces, utilisées pour les petites transactions : transports en commun notamment. Les pièces de piastres sont de plus en plus rares car inutiles (ne valent rien). Il y a des pièces de 1, 2, 5, 10 et 25 livres.

## Historique
Une livre libano-syrienne, officiellement appelée « livre syrienne » jusqu'en 1924, fut créée le 31 mars 1920 par l'arrêté no 129 du haut-commissaire Gouraud pour remplacer la livre égyptienne dans les Mandats français au Levant ; le privilège de son émission était confié par cet arrêté à la Banque de Syrie et du Liban (qui s'appelait alors « Banque de Syrie »), et sa valeur fixée à 20 francs payables en chèque sur Paris. Elle est officiellement en circulation jusqu'en 1946.
À partir de 1947, la Syrie émet ses propres billets et pièces.
Sous le régime de Bachar el-Assad, les billets sont imprimés en Russie.

## Change
En 2009, au cours officiel, 1 euro valait environ 65 livres syriennes. 1 livre syrienne valait donc 0,015 2 euros. La principale banque est la Banque commerciale de Syrie. En voyage en Syrie, il est souvent utile de garder sur soi une certaine somme en euros ou en dollars pour les hôtels plus chics ou pour négocier l'achat d'une marchandise un peu coûteuse (tapis…). Pratiquer le change au marché noir est très risqué: le taux est presque le même et l'infraction est passible de 24 ans de prison.

Le reçu délivré au change officiel permet de restituer un excédent de livres à la fin du voyage.
En avril 2016, 1 euro valait environ 250 livres syriennes.
À la suite de la guerre civile syrienne, sa valeur chute énormément. En 2020, 1 dollar américain valait environ 1 150 livres syriennes. Le 27 novembre 2024, il valait 14 750 livres syriennes. Le 4 décembre 2024, il valait 17 500 livres syriennes.

## Cartes bancaires
Quelques distributeurs automatiques (surtout à Damas et Alep) acceptent la carte Visa.